# Dukuh (Kapetakan)
Dukuh is een bestuurslaag in het regentschap Cirebon van de provincie West-Java, Indonesië. Dukuh telt 3718 inwoners (volkstelling 2010).